# ومپوتوکنی
ومپوتوکنی (به لاتین: Vempootukeni) یک منطقهٔ مسکونی در سری‌لانکا است که در استان شمالی (سری‌لانکا) واقع شده‌است.